# Calcaire lutétien
 (décembre 2018).
Les calcaires lutétiens (ou calcaires du Lutétien, anciennement appelés « calcaire grossier » dès la moitié du XVIIIe siècle), sont des roches calcaires du Bassin parisien, très indurées, homogènes, utilisées pour de nombreuses constructions. Ils caractérisent l'étage géologique du Lutétien (dans la série de l'Éocène, de l'ère Cénozoïque ou Tertiaire) et se sont formés de -48 à -40 millions d'années.
Cette roche est caractéristique de la ville de Paris (Lutèce, de Lutetia en latin), aussi a-t-on baptisé cet étage du nom de Lutétien — toutefois, son stratotype pourrait être défini en Espagne (Agost). Le calcaire lutétien est une roche sédimentaire carbonatée dont les éléments constitutifs se sont déposés dans un contexte de mers épicontinentales peu profondes réparties à l'Éocène moyen dans le Bassin parisien. Les sédiments organiques y sont bien représentés. Les fossiles qui composent ces roches sont variés, mais les plus caractéristiques sont de grands foraminifères marins, les nummulites. La composition et les propriétés techniques des calcaires lutétiens varient fortement d'un banc à l'autre dans une même carrière, et d'une carrière à l'autre.
Les calcaires lutétiens ont été intensivement exploités en Île-de-France, en Picardie (dans l'Oise et l'Aisne) et en Champagne (dans la Marne), ainsi qu'à Paris même (carrières souterraines de Paris). Cette pierre blonde a l'avantage d'être facile à travailler tout en étant solide et plus ou moins résistante aux injures du temps, et elle peut fournir des blocs assez massifs. Elle a donc servi à ériger la majeure partie des grands monuments et des immeubles en pierre de taille à Paris et dans toute la région parisienne, depuis l'Antiquité romaine, ainsi qu'un grand nombre d'églises, des abbayes, des cathédrales (Paris, Saint-Denis, Reims, Laon, Soissons, Noyon, Senlis, Meaux, Sens) ou encore des châteaux (Versailles, Vaux-le-Vicomte, Compiègne, Chantilly, Écouen, Pierrefonds, Coucy, etc.). Elle a également été exportée dans d'autres régions de France, et même jusqu'en Amérique, avec l’avènement des transports modernes à partir du XIXe siècle.
Les carrières de calcaire à nummulites d'âge lutétien des alentours du Caire, en Égypte ont fourni le matériau de construction des pyramides de Gizeh.

## L'usage des calcaires lutétiens à Paris vers 1850

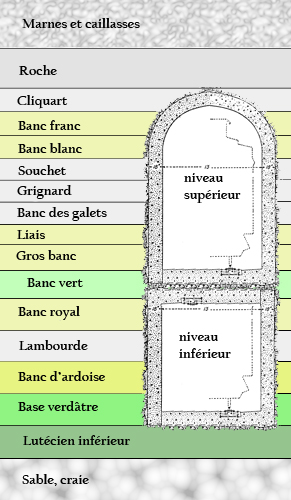
Vue simplifiée des bancs de roche qui composent la géologie des carrières de la rive gauche. En jaune, les bancs exploitables pour la construction.

À Paris on les distingue en pierres dures et pierres tendres ; appelant dures celles qui ne se laissent débiter qu'avec la scie à eau et à sable, et tendres celles qui se laissent couper avec la scie à dents,.

### Les pierres dures
- Les liais
  - Le liais dur s'extrayait autrefois des carrières de la barrière Saint-Jacques et du clos des Chartreux. On l'extrait maintenant des plaines de Bagneux et d'Arcueil ; on en tire aussi de Saint-Denis. Les carrières de Clamart en fournissent de même quelques beaux morceaux ;
  - Le liais Férault ou faux liais s'extrait des mêmes carrières que le premier ;
  - Le liais rose se retire des carrières de Maisons-Alfort et de Créteil. On en extrait aussi à l'Isle-Adam.
- Le cliquart provient des carrières de Montrouge et de Vaugirard. On tire une pierre qui remplace le cliquart dans les plaines de Bagneux, de Clamart et de Valsous-Meudon ;
- La roche la meilleure se tire des carrières du fond de Bagneux, de Chatillon (Seine), de la Butte-aux-Cailles, près de Bièvre, d'Arcueil ; des plaines du Belair, de Fleury, de Montrouge, d'Ivry, de Vitry (Seine).
- Le banc franc ou pierre franche s'extrait à Montrouge, Bagneux, Chatillon (Seine), Arcueil, l'Isle-Adam et l'Abbaye-du-Val (Seine-et-Oise), de Vitry (Seine), d'Ivry et de Charenton.

#### Les liais, Cliquarts et faux-liais
Les liais sont des calcaires d'un grain très-fin, très-plein, homogène et sans empreintes de coquilles, dont la cassure rappelle celle des calcaires lithographiques oxfordiens ; ils rendent sous le marteau un son très-clair, un son de cloche suivant l'expression des ouvriers. Leur dureté est variable, mais leur résistance à l'écrasement est relativement considérable ; ils absorbent de l'eau et gèlent lorsqu'ils sont tirés en mauvaise saison.
Les liais servaient autrefois pour les colonnes et les murs soumis à de fortes charges, comme au Panthéon ; aujourd'hui ils s'emploient particulièrement pour marches, dallages et monuments funéraires.
À peu d'exceptions près, les liais proviennent du banc du calcaire grossier supérieur, placé immédiatement au-dessus du Banc-Vert ; tels sont ceux de Senlis, de Vendresse, de Bagneux et de Créteil.
Les liais de Carrières-Saint-Denis et de Conflans-Sainte-Honorine ne sont au contraire autre chose que des vergelés fins et durs, intercalés dans la masse du calcaire grossier moyen.
Les cliquarts et faux liais sont les calcaires moins fins et présentant quelques empreintes de coquilles qui ressemblent le plus aux liais.
On nomme cliquarts, ce qui indique une pierre à la cassure nette et au son métallique, ceux qui sont les plus durs et souvent à demi compactes ; ils forment en quelque sorte la transition du liais à la roche, et leurs emplois varient en conséquence ; ceux qu'on exploite aujourd'hui dans la plaine de Fleury sont souvent exposés à s'altérer avec le temps.
Les faux liais ou petits liais, moins résistants et plus traitables, s'emploient aux mêmes usages que les liais dans les constructions moins soignées.
Les uns et les autres proviennent en général de la même couche que le liais de Senlis.

#### Roches
Les roches proprement dites sont des calcaires durs et coquilliers, d'un grain serré, demi-compactes, par conséquent très denses et très résistants, et particulièrement propres à la construction des soubassements et des travaux hydrauliques. Dans la plaine au sud de Paris, la roche est fournie par le banc le plus élevé du calcaire grossier supérieur ; elle est souvent plus coquillière au lit de dessus et plus douce au lit de dessous qu'au cœur de l'assise. Les meilleures roches de la plaine étaient celles de Bagneux et d'Arcueil, devenues très rares aujourd'hui.
Dans les plateaux de l'Aisne, qui en produisent beaucoup maintenant, la roche généralement plus fine et plus homogène dans la hauteur, est donnée par deux bancs semblables par leur structure et ayant des fossiles communs, mais distincts par leur position géologique ; l'un inférieur au banc vert qui se trouve aux carrières de Saint-Nom, et l'autre supérieur que j'ai déjà signalé comme donnant les liais et les cliquarts.
Les roches de Saint-Leu, Saint-Maximin et de Saint-Waast près Creil appartiennent exclusivement au premier de ces bancs.
Les pierres provenant de ces trois bancs du calcaire grossier supérieur, qui ont des caractères semblables et bien définis devraient seules recevoir le nom de roche.
Mais on le donne encore dans la plaine aux bancs francs durs qui s'en rapprochent le plus, tels que ceux de l'Ambinon et du Moulin, aux diverses couches du calcaire grossier inférieur qui deviennent très compactes en certains endroits, par exemple au Mont Ganelon, près Compiègne, à Verberie et à Festieux près Laon. C'est ainsi que l'on qualifie souvent de roches, des pierres dures de natures très diverses, telles que celles de Château-Landon que nous avons citées plus haut comme marbre ; des Forgets et de Nanterre, qui seraient plutôt des liais ; de Chérence, de Saillancourt, de Tessancourt et autres localités du Vexin, qui offrent des caractères tout particuliers, dus aux circonstances géologiques de leur formation.
Ces dernières pierres sont en effet des sortes de grès calcaires, d'une teinte grise ou rougeâtre, plus ou moins agglutinés par un ciment calcaire et composés d'éléments très divers ; on y voit avec du sable calcaire et du sable siliceux, des coquilles entières ou brisées, des débris d'oursins et de polypiers, des grains de quartz translucides et de nombreux grains verts de glauconie ; la consistance de ces couches varie beaucoup dans l'épaisseur de la masse et d'une carrière à l'autre ; on y trouve cependant d'excellentes pierres, quelques-unes franches, les autres très dures, rarement gélives, se conservant bien dans l'eau, mais s'usant au frottement.
Le banc le plus dur et le plus fin de Chérence s'emploie aux sculptures monumentales, telles que les groupes de l'arc de triomphe de l'Étoile et du pont d'Iéna.
On donne enfin aux environs de Creil le nom de roches de vergelé et de roche éveillée aux bancs les plus durs du calcaire à Miliolithes. La roche grise de Poissy qui provient des vergelés de fonds, est de nature analogue.
Les carrières de roche des environs de Paris commençant à s'épuiser, on fait maintenant venir cette pierre par eau et par chemins de fer de différentes localités éloignées, et particulièrement de la Bourgogne et de la Lorraine.

#### Bancs francs
Les bancs francs, c'est-à-dire d'un grain égal, assez plein, se taillant bien et se sciant à la scie à grès, présentent de grandes variétés d'aspects, de qualités et d'emplois.
Si le banc franc est dur, il sera livré dans les travaux comme roche ; s'il est fin, comme faux liais ; s'il est très coquillier, il prendra le nom de grignard, et de rustique s'il y a des parties dures qui en rendent la taille difficile.
Les bancs francs, qui s'exploitent surtout dans le département de la Seine, sont pris dans les couches assez nombreuses du calcaire grossier supérieur, qui séparent la roche du liais ou cliquart.
On appelle dans la vallée de l'Oise bancs francs, certains vergelés, plus pleins et plus fermes, qui, par leur consistance, rappellent les bancs précédents.
Les uns et les autres sont la plupart sujets soit à geler, soit à se désagréger avec le temps sous l'influence des agents atmosphériques. On en trouve cependant dans la plaine et surtout au moulin de la Roche, qui sont de très bonne qualité.

#### Bancs royals
Les bancs royals sont des pierres très variables de dureté, dont le caractère commun est l'uniformité du grain et de la teinte jointe à une grande hauteur d'assise.
Les bancs royals durs, tels que ceux de Clamart et de la garenne de Méry, se scient à la scie à grès et s'ébauchent à la pointe ; ils approchent des liais par la finesse et leur résistance est celle des bancs francs. Les bancs royals tendres, tels que ceux de Marly-la-Ville et du four à chaux de Méry, ne sont que des vergelés ou des lambourdes plus fermes et bien homogènes ; ils se scient à la scie à grès et s'ébauchent à la laye.
Le royal de Conflans en est le type ; c'est une pierre homogène, très fine, sans coquilles et tellement pleine sans être grasse que la texture grenue y est à peine apparente ; elle est très-propre à la sculpture et à la décoration monumentale ; il suffira de citer comme exemples de son emploi, les statues de grands hommes, chacune d'un seul bloc, qui ornent les récentes constructions de la place du Carrousel, et les quatre statues placées des deux côtés de l'horloge du Luxembourg, du côté du jardin, qui proviennent d'un seul bloc extrait de la carrière Tessé.
On en trouve dans toute la série du calcaire grossier inférieur, moyen et supérieur ; leur position géologique, facile à reconnaître par les fossiles, est souvent un indice probable de leur qualité. Les plus beaux proviennent du banc supérieur du calcaire grossier moyen ; ceux qui se trouvent à la place du liais, ou du Saint-Nom, quelquefois un peu grossiers, sont en général plus fermes et moins accessibles aux actions atmosphériques que ceux qu'on trouve parmi les vergelés et les bancs francs ; ces derniers sont souvent sujets à geler et à se désagréger avec le temps.

### Les pierres tendres
- La lambourde : La lambourde la plus recherchée se tire à Saint-Maur. On en extrait aussi à Carrières-sous-Bois, près Saint Germain-en-Laye ; à Gentilly, Nanterre, Carrières Saint-Denis, Houilles, Montesson, etc.
- Le vergelet ou vergelé et la pierre de Saint-Leu s'extraient des mêmes carrières situées sur les bords de l'Oise. Le premier provient d'un banc supérieur. Le saint-leu forme la masse inférieure des carrières. On en tire à Silly.
- Le conflans s'extrait à Conflans-Sainte-Honorine, sur le bord de l'Oise.

Les vergelés sont des pierres maigres, poreuses, plus ou moins fermes, résultant de l'agrégation d'un sable calcaire qui souvent paraît entièrement composé de miliolithes. Ces pierres, qui s'exploitent en quantités immenses dans la vallée de l'Oise et sur les plateaux du Clermontois, sont d'une teinte grise, fréquemment rubanées de veines ocreuses et quelquefois mêlées de débris de moules coquilliers qui en rendent la texture grossière. Les lambourdes des environs de Paris proviennent des mêmes bancs que les vergelés, leur structure est pareille mais elles sont généralement plus tendres et souvent grasses ou marneuses, en sorte que le mot de lambourde s'emploie volontiers pour désigner un vergelé de qualité inférieure, tandis qu'une lambourde de bonne qualité peut avec raison être qualifiée de vergelé.
Les vergelés s'équarrissent à la laye et se scient à la scie à dents avec tant de facilité qu'on ne les taille pas autrement en se bornant à ragréer les parements en place.
Les vergelés et les lambourdes qui s'exploitent en bancs puissants et étendus forment la masse moyenne du calcaire grossier ; c'est de toutes les subdivisions de cet étage la plus constante dans son épaisseur et dans sa structure minéralogique et en même temps celle qui se distingue le plus nettement des autres par la nature des matériaux qu'elle fournit.
Les couches plus fermes et plus fines qui donnent le banc royal de Conflans ou le liais de Carrière Saint-Denis ont toujours à un certain degré l'aspect général du calcaire à miliolithes qui se reconnaît également dans les bancs résistants de Saint-Maximin appelés roche de vergelé ou vergelé ferré.
Les pierres de Saint-Leu ou pierres grasses se distinguent des vergelés en ce que le sable calcaire qui en est l'élément principal est formé de débris de coquilles ou de moules brisés pilés et tellement fondus dans la masse qu'ils ne se distinguent pas du ciment également calcaire qui les agrège de là cette facilité de s'écraser sous le marteau et de s'attacher aux outils que les carriers expriment par le mot de pierre grasse. Le type de cette nature se voit dans les carrières de Trossy et de Saint-Leu d'où elle a pris son nom. La pierre de Saint-Leu d'une teinte jaunâtre très tendre lors de l'extraction et à laquelle on doit laisser jeter son eau de carrière durcit et se conserve parfaitement en élévation. Mais exposée à l'humidité elle gèle et se détruit rapidement où le vergelé aurait bien résisté. D'ailleurs le Sain-Leu se débite et se scie comme le vergelé.
- Le parmin provient d'une nouvelle carrière de l'Ile-Adam.